# Toyota TF101
EL Toyota TF101 fue un monoplaza de Fórmula 1, diseñado con propósitos de pruebas, por Jean-Claude Martens y André de Cortanze , durante la temporada 2001, para el futuro ingreso del equipo japonés Toyota Racing al campeonato mundial en 2002.
El TF101, llamado internamente por Toyota "AM01", fue conducido por el finlandés Mika Salo y el escocés Alan McNish. Estaba propulsado por un motor Toyota V10, equipado con neumáticos Michelin y fue el primer coche de Fórmula 1 que funcionó con combustible Esso desde la década de 1960.
El TF101 fue desarrollado y construido por el personal de Toyota Motorsport GmbH en Colonia, Alemania, durante un período de diecinueve meses, en preparación para la entrada de Toyota en la Fórmula 1 en 2002.
Después de la presentación inicial del coche, el equipo de pruebas, incluidos los pilotos Mika Salo y Allan McNish, se sometieron a un intenso programa de pruebas entre marzo y noviembre de 2001, completando un total de 3.000 vueltas y 20.967 kilómetros en diez circuitos. Las pruebas también se llevaron a cabo en el circuito Paul-Ricard, que sirve como base del equipo.
Durante el desarrollo del coche, el diseñador inicial André de Cortanze fue sustituido por el austriaco Gustav Brunner, quien supervisó el desarrollo continuo del coche, moldeando finalmente el coche TF102, el primer monoplaza de carreras del equipo basada en el trabajo realizado durante la temporada 2001.
A pesar de las mejoras realizadas en el coche, incluidas las nuevas especificaciones del motor y las piezas aerodinámicas, el TF101 demostró ser un coche lento que, si se hubiera inscrito en un Gran Premio, rara vez habría logrado clasificarse para la carrera.